# Francesco Indovina
Francesco Indovina (Termini Imerese, 11 settembre 1933) è un urbanista, politico e giornalista italiano.

## Biografia
Il padre, Michele Indovina, è stato medico in Trentino-Alto Adige. Muore dopo la fine della guerra. La madre, Amelia Cannizzaro, è professoressa di inglese a Palermo. Negli anni seguenti Francesco studia da interno al liceo Pennisi di Acireale. Si laurea in giurisprudenza all'Università degli Studi di Palermo nel 1956.

## Attività accademica e di ricerca
Dopo la laurea segue i corsi dell'ISIDA (Istituto Superiore per Imprenditori e Dirigenti di Azienda) e partecipa a una ricerca, diretta da Anna Anfossi, su Ragusa e le conseguenze della scoperta del petrolio. Nel 1958 si trasferisce a Milano dove lavora presso il Centro studi e ricerche sulla struttura economica italiana, dell'Istituto Giangiacomo Feltrinelli, diretto da Silvio Leonardi. Nel 1962 passa all'ILSES (Istituto lombardo di studi economici e sociali). Nel 1964 diventa assistente ordinario di Economia politica nella Facoltà di Economia e commercio dell'Università di Pavia, e nel 1971 consegue la libera docenza in Politica economica e finanziaria.
Dal 1971 passa come docente al Corso di laurea in Urbanistica, di nuova istituzione, presso lo IUAV dove insegna fino al pensionamento, nel 2003. Dal 1984 è professore ordinario di pianificazione territoriale. Per molti anni è direttore del Daest (Dipartimento di analisi economica e sociale del territorio). Dopo il 2003 insegna nella facoltà di architettura dell'Università degli Studi di Sassari, con sede ad Alghero. Le sue ricerche hanno fornito significativi contributi all'analisi delle trasformazioni territoriali, sollecitando dibattiti di livello nazionale e internazionale. Rilevanti soprattutto le relazioni con le università iberiche: Barcellona, Gerona e Lisbona. Nel 2010 l'Università di Lleida gli assegna il Premi d'Estudis Urbans Joan Vilagrasa.

## Attività politica
Arrivato a Milano entra nel Partito Socialista Italiano, aderendo al gruppo di Lelio Basso e collaborando alla rivista Problemi del socialismo. Nel 1964 partecipa alla scissione che ha luogo con la costituzione del Partito Socialista Italiano di Unità Proletaria (PSIUP). Nel 1972 lascia il PSIUP e si avvicina al Manifesto, collaborando al giornale e impegnandosi nella formazione del partito.

## Attività editoriale
Dal 1964 dirige con Miro Allione la collana di Economia dell'editore FrancoAngeli e dal 1972 guida per lo stesso editore la collana di Studi urbani e regionali. Coordina (1974-1981) la sezione economia dell'Enciclopedia europea Garzanti. Partecipa alla fondazione di riviste, come "Archivio di studi urbani e regionali", "Contropotere", "CittàClasse" e "Oltre il ponte".

## Opere principali
- Ragusa comunità in transizione (con A. Anfossi e M. Talamo), M. Taylor, Torino, 1959
- Un Matematico e l'Economia, Bruno de Finetti (autore); Miro Allione, Francesco Indovina (editori), FrancoAngeli, 1969
- Collana di Economia, quale direttore editoriale unitamente a Miro Allione, FrancoAngeli, 1969.[2]
- Lo spreco edilizio (a cura di), Marsilio, Padova, 1972 (trad. spagnola, Gustavo Gili, Barcelona, 1977)
- Capitale e territorio: processo capitalistico e utilizzazione del territorio in Italia con Miro Allione, FrancoAngeli, 1978. - ISBN 9788820453657.
- Sull'uso capitalistico del territorio (con D. Calabi), in "Archivio di studi urbani e regionali", n. 2, 1973 (trad. tedesca in Stadt, planung und stadtischer konflikt, RWTH Aachen, 1978)
- Elogio della crisi urbana in P. Ceccarelli (a cura di), La crisi del governo urbano, Marsilio, Venezia, 1978
- La città diffusa (a cura di), "Quaderno Daest" n. 1, IUAV, Venezia, 1990
- La città di fine millennio (a cura di), Franco Angeli, Milano, 1990
- La città occasionale (a cura di), Franco Angeli, Milano, 1993
- Introduzione all'Economia dello Sviluppo, Franco Volpi (autore), contributi di Miro Allione e Francesco Indovina, Milano, 1994.  ISBN 9788820483609
- New conditions and requirements for urban government, in C.S. Bertuglia, G. Bianchi, A. Mela (a cura di), The city and its sciences, Physica-Verlag, Heidelberg-New York, 1998
- Geologia da inseguranca urbana, in "Cidades", n. 2, 2001
- La ciudad de baja densidad (a cura di), Deputaciò Barcelona, 2007
- Dalla città diffusa all'arcipelago urbano, Franco Angeli, Milano, 2009